# Panorpa americana
Panorpa americana is een insect uit de orde van de schorpioenvliegen (Mecoptera), familie van de schorpioenvliegen (Panorpidae). De wetenschappelijke naam van de soort is voor het eerst geldig gepubliceerd door Swederus in 1787.
De soort komt voor in het oosten van de Verenigde Staten.